# Ermenonville-la-Petite

Ermenonville-la-Petite este o comună în departamentul Eure-et-Loir, Franța. În 1 ianuarie 2022 avea o populație de 189 de locuitori.